# 莱氏食籽雀
莱氏食籽雀（学名：Sporophila bouvronides）是食籽雀属下的一种鸟，原属于鹀科。
其分布于玻利维亚、巴西、哥伦比亚、厄瓜多尔、圭亚那、法属圭亚那、巴拿马、秘鲁、特立尼达、多巴哥、苏里南和委内瑞拉。其栖息地位于原始森林和位于亚热带或热带干燥的森林中。